# Триметилхлоргерман
Триметилхлоргерман — элементоорганическое вещество, хлор- и алкилпроизводное германия с формулой Ge(CH3)3Cl, 
бесцветная жидкость.

## Получение
- Реакция хлорида германия с диметилдихлорогерманом:

{\displaystyle {\mathsf {GeCl_{4}+Ge(CH_{3})_{2}Cl_{2}\ {\xrightarrow {}}\ 2Ge(CH_{3})_{3}Cl}}}

## Физические свойства
Триметилхлоргерман — бесцветная, легко гидролизующаяся жидкость.